# 宗揚
宗揚（英語：Max Chung Yeung，1960年8月15日—），某些劇集中寫作“宗楊”，原名何志培，香港無綫電視及亞洲電視前男藝人。

## 簡歷
1983年入讀第二期亞洲電視藝員訓練班，同學有尹天照、吳廷燁、駱達華及唐品昌等，其后成為亞洲電視藝人。1987年，宗揚轉投無綫電視，後于1991年，才他重返亞洲電視。因為外表高大俊朗，宗揚曾是亞視力捧藝人之一，也曾參演一些電影作品。在亞視期間，宗揚主要演繹癡情男子角色，偶爾嘗試演出反派。他本人最喜歡的角色是《穆桂英》中亦正亦邪的耶律宗源。至2002年，亞視因虧損嚴重被迫進行裁員工作。宗揚因缺乏發展潛力被解約，但此后他曾多次在亞視劇集中客串演出。

## 演出作品

### 電視劇（無綫電視）
| 年份   | 劇名                   | 角色      |
| 1987年 | 飲馬江湖               |           |
| 1987年 | 書劍恩仇錄             | 曾圖南    |
| 1987年 | 新紮師兄1988           | 陳冠力    |
| 1988年 | 誓不低頭               | 探員      |
| 1988年 | 義薄雲天               |           |
| 1988年 | 都市方程式             | 殷學勤    |
| 1988年 | 飛躍霓裳               | 大學生Ken |
| 1988年 | 無名火                 |           |
| 1988年 | 大茶園                 |           |
| 1988年 | 絕代雙驕               |           |
| 1988年 | 殭屍奇兵               |           |
| 1988年 | 太平天國               | 官差隊長  |
| 1988年 | 奇門鬼谷               | 弟子      |
| 1988年 | 勇闖毒龍潭（電視電影） |           |
| 1989年 | 上海大風暴             |           |
| 1989年 | 蓋世豪俠               | 啞巴      |
| 1989年 | 義不容情               | 何日富    |
| 1990年 | 浪漫休止符             |           |
| 1990年 | 夢情                   | Samson    |
| 1990年 | 自梳女                 | 姚光明    |
| 1990年 | 大唐名捕               | 周正      |
| 1990年 | 玉面飛狐               | 李宗元    |
| 1991年 | 日月神劍               | 古天正    |
| 1992年 | 人‧鬼‧狐               | 大師弟    |

### 電視劇（亞洲電視）
- 1984年：《101拘捕令第二輯之熱線999》
- 1984年：《天靈》
- 1984年：《神相李布衣》
- 1985年：《八仙過海》飾 騙子
- 1985年：《靈界邊緣人》飾 露營青年
- 1985年：《萍蹤俠影錄》飾 明代宗
- 1991年：《爭雄歲月》
- 1992年：《摩登七十二家房客》
- 1992年：《烈火雄風》飾 阿發
- 1992年：《龍在江湖》飾 陳彬
- 1992年：《今裝戲寶之難兄難弟》飾 陸亞祖
- 1993年：《銀狐》飾 萬通
- 1993年：《天蠶變之再與天比高》飾 正德皇帝
- 1994年：《中國教父Ⅱ再起風雲》飾 麥田
- 1994年：《鳳凰傳說》飾 歐文傑
- 1995年：《九王奪位》飾 納蘭飄雪
- 1995年：《九品芝麻官》
- 1995年：《包青天·公正廉明》飾 張知君
- 1995年：《包青天·情牽陰陽界》飾 鄧文通
- 1995年：《喂！喂！喂！有房出租》
- 1996年：《飄零燕》飾 楊永倫
- 1996年：《僵尸道长Ⅱ》飾 林志堅
- 1996年：《親親，親人》
- 1996年：《999誰是兇手·一屋23夥》
- 1996年：《等著你回來》
- 1996年：《我和春天有個約會》飾 聲哥
- 1996年：《劍嘯江湖》飾 韓灰
- 1997年：《天長地久》飾 萬春江
- 1997年：《97變色龍》飾 彭家蔥
- 1997年：《國際刑警1997·金錢遊戲》飾 洛金全
- 1997年：《肥貓正傳》
- 1997年：《我來自潮州》飾 阿堅
- 1998年：《流氓·律師》飾 溫創基
- 1998年：《穆桂英大破天門陣》飾 耶律宗源
- 1998年：《我和殭屍有個約會》飾 Peter
- 1998年：《與狼共枕》飾 何永楷
- 1998年：《我來自廣州》飾 霍正興
- 1998年：《非常女警》飾 湯世明
- 1999年：《縱橫四海》飾 程炳坤
- 1999年：《肥貓正傳Ⅱ》
- 1999年：《海瑞鬥嚴嵩》飾 向南
- 2000年：《我和殭屍有個約會II》飾 Peter
- 2000年：《曲終情未了》
- 2000年：《妳想的愛》飾 吳紹仁
- 2000年：《世紀之戰》飾 Frankie
- 2000年：《影城大亨》飾 徐有輪
- 2000年：《快活谷》飾 CK
- 2001年：《俠骨仁心》
- 2001年：《縱橫天下》飾 林國強
- 2001年：《騷東坡》飾 舒亶
- 2002年：《親子情未了》
- 2005年：《危險人物·滾油殺夫案》飾 生果超
- 2005年：《情陷夜中環》
- 2006年：《香港奇案實錄·雨夜狂屠》飾 王啟超
- 2015年：《大地遺孤》飾 郭鳳祥（庄山紘宇）

### 電視劇（香港電台）
- 2001年：《現代童話2001：誤佳期》（页面存档备份，存于）飾 華仔

### 電影
- 《暴力刑警》
- 《兩隻衰鬼唔識死》
- 《開心鬼福星》
- 《豪門夜宴》
- 《龍在邊緣》
- 《雷洛傳》
- 《江湖再見》
- 《雙鐲》
- 《勇闖鱷魚潭》
- 《黑獄斷腸歌2》

## 外部連結
- 宗揚在香港影庫上的簡介